# Saša Drakulić
Saša Drakulić (Vinkovci, Croacia, 28 de agosto de 1972) es un exfutbolista serbio. Jugaba de delantero y su primer equipo fue el Estrella Roja de Belgrado.

## Clubes
| Club                      | País                | Año       |
| ------------------------- | ------------------- | --------- |
| Estrella Roja de Belgrado | Yugoslavia          | 1993-1995 |
| Busan I'Park              | Corea del Sur       | 1995-1996 |
| Suwon Samsung Bluewings   | Corea del Sur       | 1997-1999 |
| Kashiwa Reysol            | Japón               | 2000      |
| Suwon Samsung Bluewings   | Corea del Sur       | 2000      |
| Seongnam Ilhwa Chunma     | Corea del Sur       | 2001-2003 |
| AEK Larnaca               | Chipre              | 2004-2005 |
| FK Vojvodina              | Serbia y Montenegro | 2005      |
| CSK Pivara                | Serbia y Montenegro | 2006      |
| FK Mladost Apatin         | Serbia              | 2006-2007 |
| FK Vojvodina              | Serbia              | 2007-2008 |
| FK Proleter Novi Sad      | Serbia              | 2008-2010 |
| Mladost Apatin            | Serbia              | 2010      |
| Cement Beočin             | Serbia              | 2010      |